# Prognosi
La prognosi (dal greco: προ-, "prima" + γνῶσις, "conoscere, sapere") è un giudizio di previsione sul probabile andamento della malattia. Viene formulata dal medico una volta fatta la diagnosi, prendendo in considerazione l'usuale tempistica di guarigione, le condizioni del malato, le possibilità terapeutiche, le possibili complicazioni o le condizioni ambientali.
Il termine prognosi riservata viene utilizzato quando l'espressione della prognosi non è possibile, in quanto la malattia è suscettibile di evoluzioni non prevedibili anche gravi a partire dalla diagnosi iniziale.
Il termine prognosi sfavorevole viene utilizzato quando la mortalità supera le possibilità di sopravvivenza; in questo caso i mesi della prognosi indicano la tempistica di decesso e non di guarigione.